# مارك غايغر
مارك غايغر (بالإنجليزية: Mark Geiger)‏ (ولد في 25 أغسطس 1974) هو حكم كرة قدم أمريكي. تم اختياره للمشاركة في كأس العالم 2018.

## وصلات خارجية
- مارك غايغر على موقع Soccerway.com (الإنجليزية)
- مارك غايغر على موقع أوليمبيديا (الإنجليزية)